# Bug, Bug, Bye, Bye
Bug, Bug, Bye, Bye é uma canção da cantora brasileira Ivete Sangalo, para o seu segundo álbum de estúdio, Beat Beleza (2000). A canção, composta por Augusto Conceição, Chiclete e Rayala, foi lançada como terceiro single do álbum, tendo elementos de reggae. "Bug Bug Bye Bye" é uma canção que fala sobre um término de um relacionamento, onde Ivete canta sobre não querer mais um amor que a machucou, dando adeus ao seu ex-amado. A canção não atingiu enorme sucesso nas paradas, alcançando o pico de número 41. Para promover a canção, Ivete foi aos programas Planeta Xuxa, Superpop e É Show para cantá-la. A canção também esteve presente nas turnês "Beat Beleza Tour" e "Festa Tour".

## Composição e letra
"Bug, Bug, Bye, Bye" foi composta por Augusto Conceição, Chiclete (os compositores de "Pererê") e Rayala. A canção traz elementos de reggae. "Bug, Bug, Bye, Bye" fala sobre um término de um relacionamento, onde Ivete canta, "Não quero mais esse amor, no peito uma dor machuca não pára de doer, é um tormento esse amor, traz pranto, não sou santo , prefiro não sofrer." Depois, Ivete reclama, "É chato amar sem ser amado, talvez tenha que mudar, talvez tenha!." No refrão, Ivete dá adeus ao ex-amado, cantando, "Bug Bug Bye Bye!, Bug Bug Bye, Bug Bug Bye Bye!, Bug Bug Bye."

## Desempenho nas paradas e outras versões
"Bug, Bug, Bye, Bye" foi lançada no início de agosto, e estreou nas paradas de sucesso do Hot 100 Brasil no dia 11 de agosto de 2001. A canção alcançou o pico de número 41, no dia 29 de setembro de 2001, ficando por duas semanas na mesma posição. Apesar de não ter entrado no Top 40, a canção fez mais sucesso que o primeiro single, "Pererê," que ficou na posição de número 44. A canção também entrou na 39ª posição das mais tocadas do site "Som do Rádio".
"Bug, Bug, Bye, Bye" entrou apenas nas compilações "Novo Millennium" de 2005 e "Sem Limite" de 2008. Ivete cantou pouquíssimas vezes a canção, em programas de TV, Ivete cantou a canção no "Planeta Xuxa de Verão", "Superpop," e "É Show", já em suas turnês, a canção só fez parte da Turnê Beat Beleza, de 2001, e da Turnê Festa de 2002-2003. Em 2016 a música foi regravada no CD e DVD Acústico em Trancoso.